# 蔡成巳
蔡成巳（1562年—？），字復仁，號任宇，直隶順天府通州人。明朝政治人物、進士出身。

## 生平
萬曆十年（1582年）壬午科舉人，十七年（1589年）登己丑科進士，兵部觀政，十九年二月授浙江钱塘县知县，二十年丁憂。后歴陕西三原、山西汾阳、湖廣蕲水诸剧邑，多惠政。于汾置义田，于蕲设社学，爱民育才，大率类此。迁刑部主事，以饘粥食囚，命狱卒涤械器，囚俱感泣，州人迹其服官廉惠。家居为后进矜式，请于督学左光斗，奏祀乡贤。

## 家族
曾祖蔡文，祖蔡仲继，父蔡天禄，知縣，升代府审理正。